# 福克斯剧院 (亚特兰大)
福克斯剧院（Fox Theatre）是美国乔治亚州亚特兰大的一个表演艺术场所，位于中城东北桃树街660号，是福克斯剧院历史街区的核心。
该剧院最初计划作为一个圣地兄弟会大会所的一部分，为摩尔式风格。这座4,665座的礼堂后来成为一个奢华的福克斯连锁电影院，于1929年开业。它用于举办各种文化和艺术活动，包括芭蕾舞，电影，百老汇剧院以及音乐会。

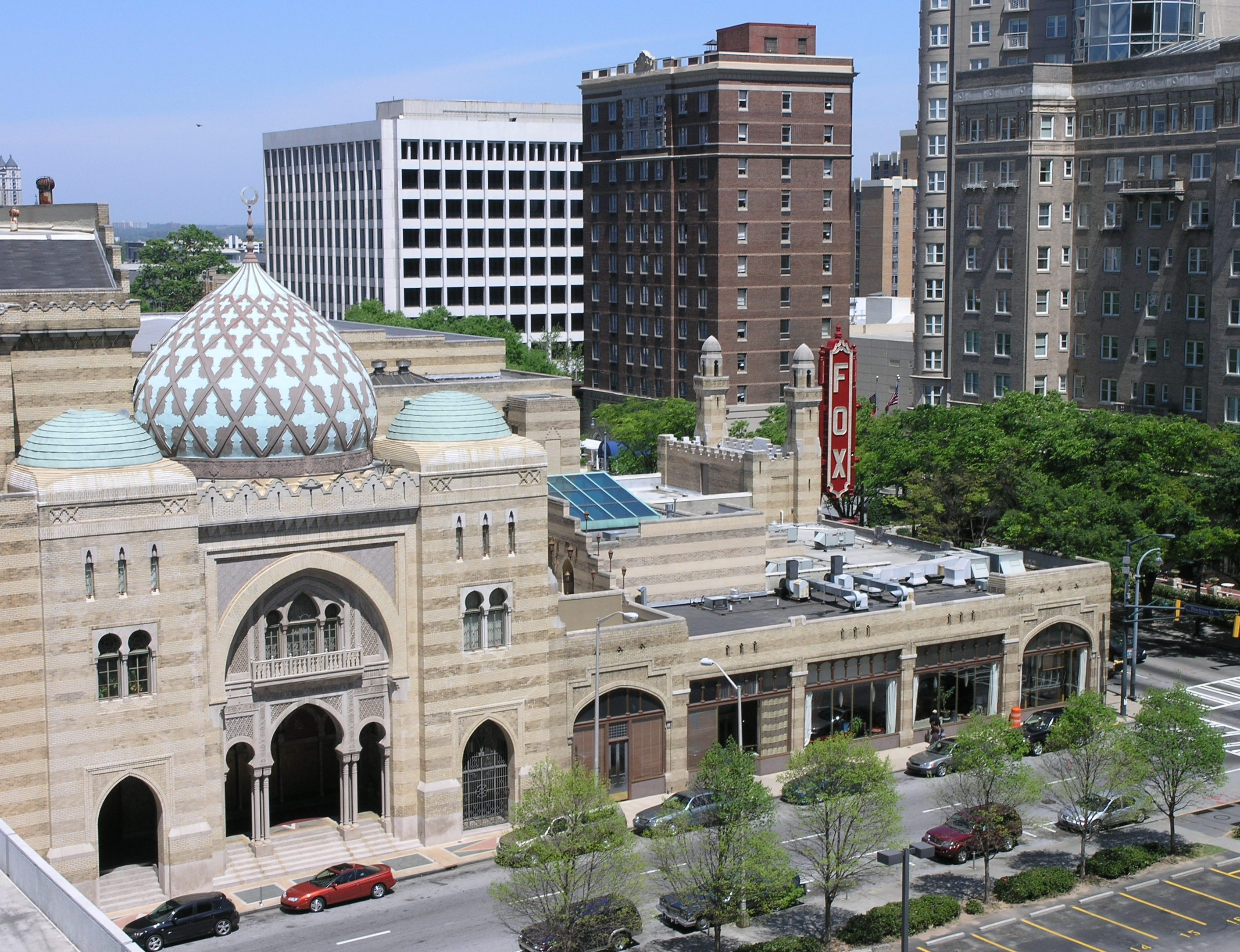

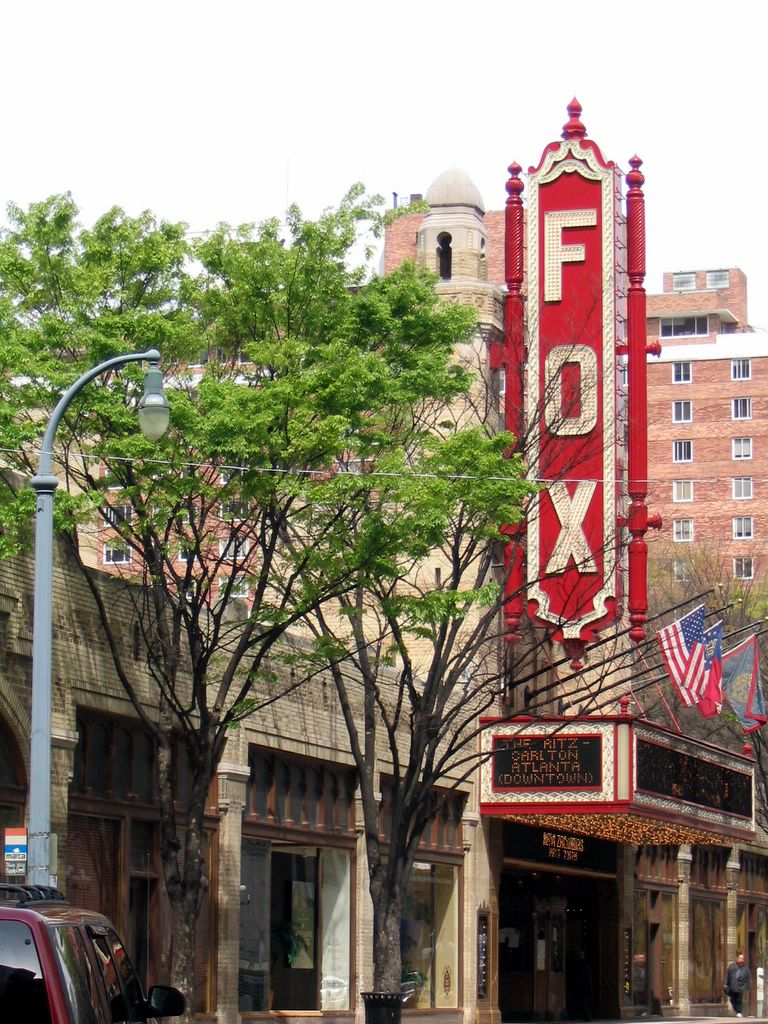